# Javier Cortina
Javier Cortina Lacerra (* 12. dubna 1987 Santiago de Cuba) je bývalý kubánský zápasník–volnostylař.

## Sportovní kariéra
Zápasení se věnoval v rodném Santiagu pod vedením Ramóna Argüellese. Později byl přijat na střední sportovní školu EIDE Capitán Orestes Acosta. Vrcholově se připravoval v Havaně ve sportovním středisku CEAR Cerro Pelado (Centro de Entrenamiento de Alto Rendimiento) pod vedením Julia Mendiety. V kubánské mužské reprezentaci se prosadil v olympijském roce 2012 ve váze do 97 kg. Na březnové panamerické olympijské kvalifikaci ve floridském Kissimmee se kvalifikoval z prvního místa na olympijské hry v Londýně. V Londýně prohrál v úvodním kole s reprezentantem Kanady Chetagem Plijevem tesně 1:2 na sety.
V roce 2014 získal dodatečně bronzovou medaili z mistrovství světa v Taškentu po diskvalifikaci reprezentanta Turecka Šamila Achmedova. V roce 2016 se prvním místem na panamerické olympijské kvalifikaci v texaském Friscu kvalifikoval na olympijské hry v Riu. V Riu prohrál v úvodním kole s úřadujícím mistrem světa Američanem Kylem Snyderem 3:10 na technické body.

## Výsledky
| Turnaj                  | 2012 | 2013 | 2014 | 2015 | 2016 |
| Turnaj                  | 25   | 26   | 27   | 28   | 29   |
| Turnaj                  | -96  | -96  | -97  | -97  | -97  |
| ----------------------- | ---- | ---- | ---- | ---- | ---- |
| Olympijské hry          | úč.  |      |      |      | úč.  |
| Mistrovství světa       |      | —    | 3.   | úč.  |      |
| Panamerické hry         |      |      |      | 7.   |      |
| Panamerické mistrovství | 3.   | 1.   | 1.   | —    | —    |